# Ilha de Jeta
Ilha de Jeta är en ö i Guinea-Bissau. Den ligger i den västra delen av landet, 70 km väster om huvudstaden Bissau. Arean är 112 kvadratkilometer.
Terrängen på Ilha de Jeta är mycket platt. Öns högsta punkt är 35 meter över havet. Den sträcker sig 15,9 kilometer i nord-sydlig riktning, och 17,4 kilometer i öst-västlig riktning.